# Parishville (CDP, New York)
Parishville est une census-designated place du comté de Saint Lawrence, dans l'État de New York, aux États-Unis,. En 2020, elle compte une population de 647 habitants.